# Aleja Wolności we Lwowie

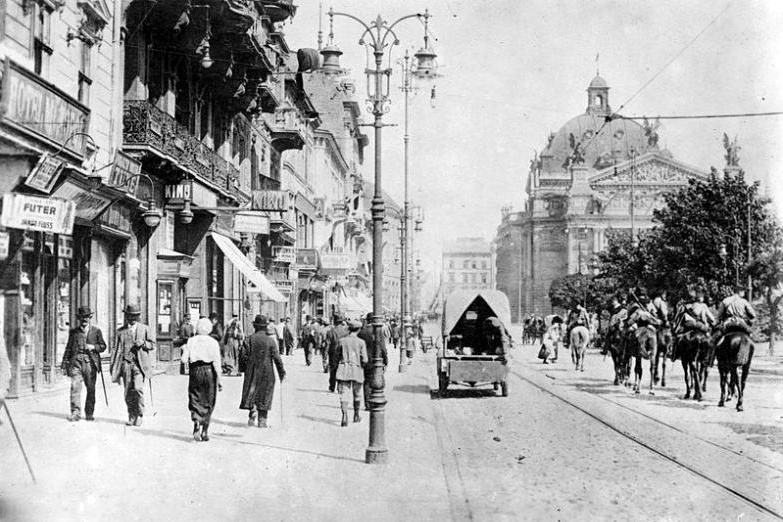
Lwów, Wały Hetmańskie (ul. Karola Ludwika), ok. 1900

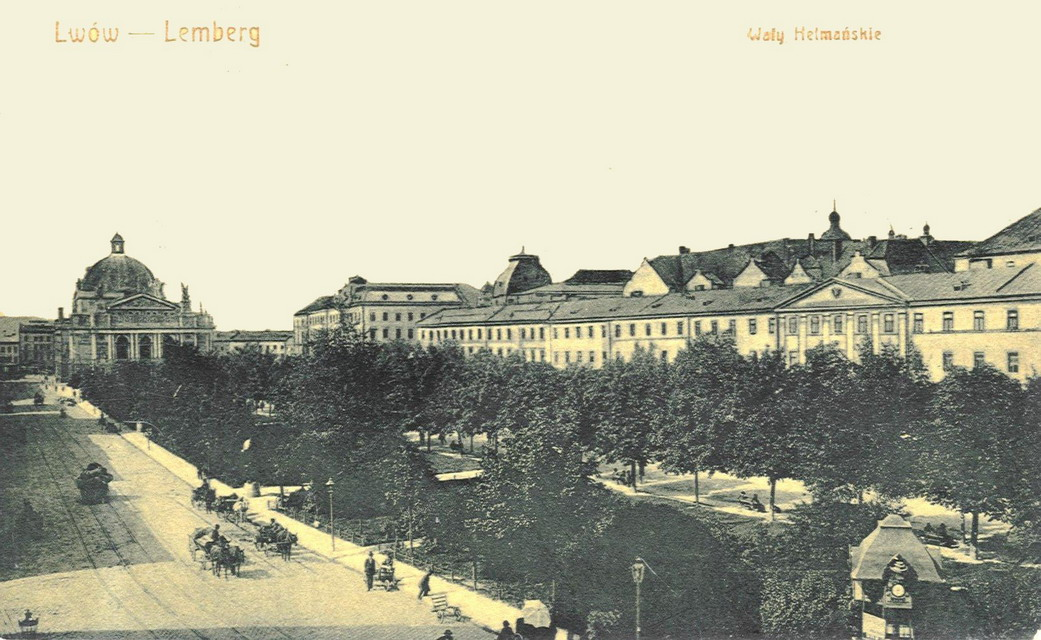
Lwów, Wały Hetmańskie, ok. 1905

Aleja Wolności (ukr. Проспект Свободи, Prospekt Swobody; w okresie międzywojennym nieformalnie jako Wały Hetmańskie) – jedna z głównych promenad Lwowa przebiegająca od placu Mickiewicza do Opery Lwowskiej. W okresie międzywojennym składała się z dwóch ulic: Hetmańskiej (od wschodu, od strony starówki) i Legionów (od zachodu; przed 1925 ulica ta nosiła nazwę Karola Ludwika), rozdzielonych pasem zieleni – klombów, ozdobnych krzewów i drzew.
W miejscu alei do końca XVIII wieku znajdowały się wały obronne miasta, splantowane po pierwszym rozbiorze Polski i zagarnięciu Lwowa przez wojska austriackie.
Nazwa ulicy Hetmańskiej i Wałów Hetmańskich pochodziła od umieszczonego tam w końcu XVII wieku pomnika hetmana wielkiego koronnego Stanisława Jabłonowskiego, znakomitego dowódcy, obrońcy Lwowa przed Tatarami w 1695. Pomnik ten został zniszczony przez władze radzieckie po II wojnie światowej.
Przy Wałach Hetmańskich w latach 1898–1945 stał również pomnik króla Jana III Sobieskiego dłuta Tadeusza Barącza, ekspatriowany po wojnie ze Lwowa, który przemieszkał wiele lat w Wilanowie, zaś od 1965 jest postawiony na Targu Drzewnym w Gdańsku.
Przy Wałach Hetmańskich zbudowano w XIX w. szereg reprezentacyjnych gmachów: zaprojektowany przez Juliana Zachariewicza gmach Galicyjskiej Kasy Oszczędności (na rogu ulic Legionów i Jagiellońskiej), Teatr Wielki, Muzeum Przemysłu Artystycznego, sklepy, hotele, kawiarnie (Wiedeńska, De la Paix) i kina (Palace, Casino).
Wały Hetmańskie i ulica Akademicka stanowiły do 1939 tzw. lwowskie Corso – miejsce powolnych, ceremonialnych przechadzek najbardziej liczących się w hierarchii społecznej mieszkańców Lwowa.
Pod aleją, w podziemnym, zabudowanym w końcu XIX w. kanale, płynie rzeka Pełtew.
Oprócz Wałów Hetmańskich istniały we Lwowie Wały Gubernatorskie (przy których znajdował się m.in. gmach Namiestnictwa i Baszta Prochowa), ciągnące się na wschód od Rynku, w kierunku Wysokiego Zamku.